# هشام الحاج
هشام الحاج (8 يوليو 1980 -) هو مغني لبناني، انطلق في برنامج الهواة اللبناني التلفزيوني «ستوديو الفن» حيث تبنّى موهبته الفنان زكي ناصيف، دأب على المحافظة على تراث الأغنية اللبنانية التراثية فحافظ على اللهجة اللبنانية في ريبرتواره وهو غنى بعض اللهجات الأخرى منها البدوية والعراقية ليؤكد على تنوع موهبته.

## حياته
ولد هشام الحاج  8 يوليو 1980 في عينطورة إحدى بلدات محافظة جبل لبنان، حب الموسيقى وعشقه لها دفعه لدراستها وتحديداً أصول الغناء الشرقي والعزف على العود، كما تاريخ الموسيقى والفوكاليز في جامعة الروح القدس - الكسليك.

## مسيرته
بدأ مسيرته الموسيقية في برنامج "استديو الفن"، عبر شاشة المؤسسة اللبنانية للإرسال وحاز هشام الحاج على الميدالية الذهبية وشهادة تقدير من لجنة التحكيم عن فئة الأغنية التراثية اللبنانية من توقيع الراحل الكبير ذكي ناصيف والمخرج سيمون أسمر. الأمر الذي خوّله لخوض تجربة التلحين مع أكثر من أغنية: "بموت فيكي"، "آخر همي"، "بعرف اشتقتلي"، "يا جنوب يا محتل".
اشتهر هشام الحاج الأغاني المنفردة وليس ضمن ألبوم كامل وهي طريقة تميّز بها هذا الفنان كذلك التنوع في الشعراء والملحنين في أغنيته كما كتب بنفسه عدة ألحان.. كما له عدة أغاني مشتركة منها «أنت وأنا» التي قدّمها مع المغنية الأميركية راكيل ولعّل أغنية «بلدنا» مع النجمة المصرية أمينة وهي أول أغنية مشتركة (دويتو) له صدر في العام 2010 هي التي رسّخت نجومية هشام الحاج على صعيد العالم العربي.
هشام الحاج مشهور بأغنياته المصوّرة على طريقة الفيديو كليب وهو فيها أشبه بنجوم هوليوود بالوسامة والحضور والأداء وأيضا بالإخراج السينمائي التقني العالي لهذه الفيديوهات. ومن أهم الأشرطة في هذا المجال شريط أغنيته «سحرك مجنون» 

## أعماله
أصدر هشام الحاج عدة ألبومات غنائية منها "راجعلك"، "ولعت" وألبوم "حبيبي أنا"، إضافة إلى مجموعة من الأغنيات المنفردة التي كان لها انتشارٌ كبيرٌ في العالم العربي ودول الإغتراب، منها: "قوليلون عالبيت بفوت"، "اسم الله"، "بموت فيكي"، "حل من إثنين"، "ألوها"، "بلدنا"، "معذور"، "إذا الله عطاني"، "أهلها لبنانية"، "تعمر لبنان".
إلا أن العمل الذي شكل نقلة نوعية له كان في أغنية "بلدنا الذي اداها على طريقة الديو مع الفنانة المصرية أمينة وكانت عبارة عن سرد ثقافي لبلدي لبنان ومصر وذكرت بالعديد من عمالقة البلدين فتصدرت أغنية قائمة الأغنيات وبفضل نال عام 2011 جائزة "الموريكس دور" عن فئة أفضل أغنية عربية.
كما دُعي من قبل مهرجان "الفيديو كليب التاسع"، الذي عقد في مدينة غردقة في مصر، حيث استلم جائزة أفضل مطرب عربي شاب عن أغنية "حبيبي أنا". وقد تألفت لجنة التحكيم من أشخاص مرموقين في عالم الموسيقى والتمثيل، منهم: الدكتور عبد المنعم سعد رئيس المهرجان، الفنانة نيللي، الدكتور محمد سلطان.
تعاون هشام الحاج في السنوات الثلاث الأخيرة مع شركة "الفارس" للإنتاج الفني وقد أثمر هذا التعاون نجاحات عديدة مازالت أصداؤها تتردد لليوم أخرها كان اغنية "الرحمة" التي غناها باللهجة العراقية.